# 正安サービスエリア
正安サービスエリア（チョンアンサービスエリア）は忠清南道公州市の論山-天安高速道路上にあるサービスエリア。

## 道路
- 論山-天安高速道路

## 施設

### 天安方向
- レストラン
- コーヒーショップ
- スナック
- コンビニエンスストア
- ガソリンスタンド（GSカルテックス精油）LPG充填所併設

### 順天方向
- レストラン
- コーヒーショップ
- スナック
- コンビニエンスストア
- 遊具
- ガソリンスタンド（HD現代オイルバンク）LPG充填所併設

## 隣
JCT予定地 - 正安SA - 正安IC